# Alacrán
Alacrán är en ort i Mexiko.   Den ligger i kommunen Santiago Yosondúa och delstaten Oaxaca, i den sydöstra delen av landet, 300 km sydost om huvudstaden Mexico City. Alacrán ligger 2 642 meter över havet och antalet invånare är 359.
Terrängen runt Alacrán är kuperad åt nordväst, men åt sydost är den bergig. Runt Alacrán är det ganska glesbefolkat, med 30 invånare per kvadratkilometer. Närmaste större samhälle är Villa Chalcatongo de Hidalgo, 12,2 km norr om Alacrán. I omgivningarna runt Alacrán växer i huvudsak blandskog.